# Manfran
Manfran est une ville et une sous-préfecture de Guinée, rattachée à la préfecture de Kissidougou et à la région de Faranah. 

## Population
En 2016, le nombre d'habitants est estimé à 14 942, à partir d'une extrapolation officielle du recensement de 2014 qui en avait dénombré 13 971 .